# Merche
Mercedes Trujillo Callealta, pseud. Merche (ur. 14 czerwca 1974 w Kadyksie) – hiszpańska piosenkarka muzyki pop.
Dotąd wydała cztery albumy: Mi Sueño (wydana w 2002 przez Vale Music Spain; 100 000 sprzedanych egzemplarzy), Auténtica (wydana w 2004 przez Vale Music Spain; 100 000 sprzedanych egzemplarzy) Necesito Libertad (wydana w 2005 przez Vale Music Spain; 160 000 sprzedanych egzemplarzy) oraz Cal y Arena (wydana w 2007 przez Vale Music Spain; 80 000 sprzedanych egzemplarzy).
W 2010 ukazał jej piąty album zatytułowany Acordes de Mi Diario. Pierwszym singlem promującym płytę był Si Te Marchas.